# Cisitalia
La Cisitalia è stata una fabbrica automobilistica fondata a Torino, da Piero Dusio e Piero Taruffi, il 1° luglio 1946 e attiva fino al 1963.
L'inizio effettivo dell'attività può essere fatto coincidere con la decisione del 8 marzo 1946 (resa effettiva il 1º luglio dello stesso anno) di modificare la preesistente «Manifatture Bosco-Compagnia Industriale Sportiva Italia Cisitalia SpA » in «Cisitalia SpA », provvedendo contemporaneamente ad un congruo aumento del capitale sociale, da 5.000.000 a 99.999.900 lire.

## Storia

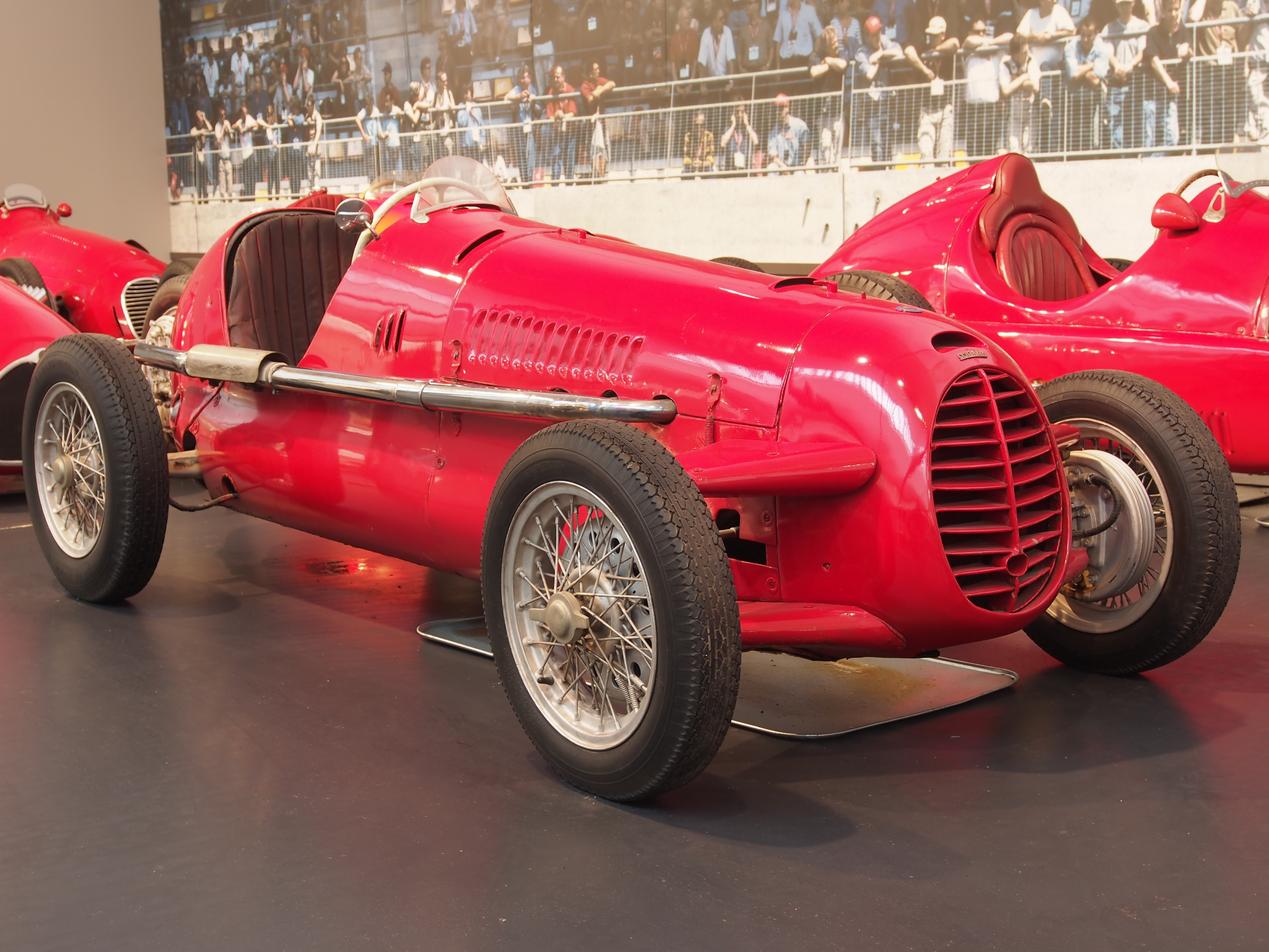
Una Cisitalia D46

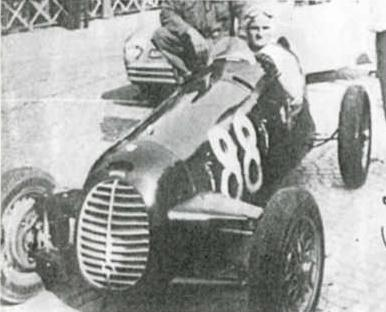
Ilario Bandini alla guida di una D46 in gara ad Asti nel 1947

Il primo modello prodotto dalla casa, fu la monoposto D46 del 1946, progettata da Dante Giacosa e Giovanni Savonuzzi e spinta dal 4 cilindri della Fiat 1100 potenziato a 62 CV. L'esordio della D46 avvenne alla "Coppa Brezzi" sul circuito del Valentino, a Torino, il 3 settembre 1946. Sette le vetture schierate dalla neonata casa torinese, con al volante Dusio, Nuvolari, Sommer, Chiron, Taruffi, Cortese e Biondetti. A vincere è Dusio, ma è Nuvolari a mandare in delirio la folla, guidando per un paio di giri con il volante staccato dal piantone dello sterzo e sollevandolo con la mano destra sui rettilinei, in un atto di studiata teatralità, poi divenuto fonte di varie leggende popolari.
Con i successi della D46, Dusio iniziò a pensare a una nuova vettura: sarà la 202 (1947), piccola Gran Turismo disegnata e progettata da Savonuzzi, con il contributo di Dusio, Giacosa e Pininfarina. Quest'ultimo intervenne in particolare sul posteriore e alcuni altri particolari, prima di metterla in produzione. Dagli stilemi innovativi e modernissimi, la 202 segnò un'epoca, tanto che un esemplare è stato esposto al Museum of Modern Art di New York nel 1951 nella mostra "Eight Automobiles" e definita "scultura in movimento". La vettura fu poi trattenuta al Museo entrando - prima auto della storia - nella celebre collezione permanente del design.
L'affermazione definitiva della Cisitalia fu alla Mille Miglia 1947. La prima edizione postbellica della "Freccia Rossa" vide alla partenza 151 vetture, quasi tutte vetture di prima della guerra rinnovate, con l'eccezione della Ferrari 125 S, della Maserati A6 GCS e delle Cisitalia. Partite sfavorite per la vittoria finale, le Cisitalia approfittarono dei ritiri dei favoriti, tanto da portare Nuvolari in testa alla corsa. Da Asti in poi emerse l'Alfa Romeo 8C 2900B di Biondetti, che grazie alla sua maggior potenza riuscirà a superare il "Mantovano Volante" e a presentarsi a Brescia con 16 minuti di vantaggio.

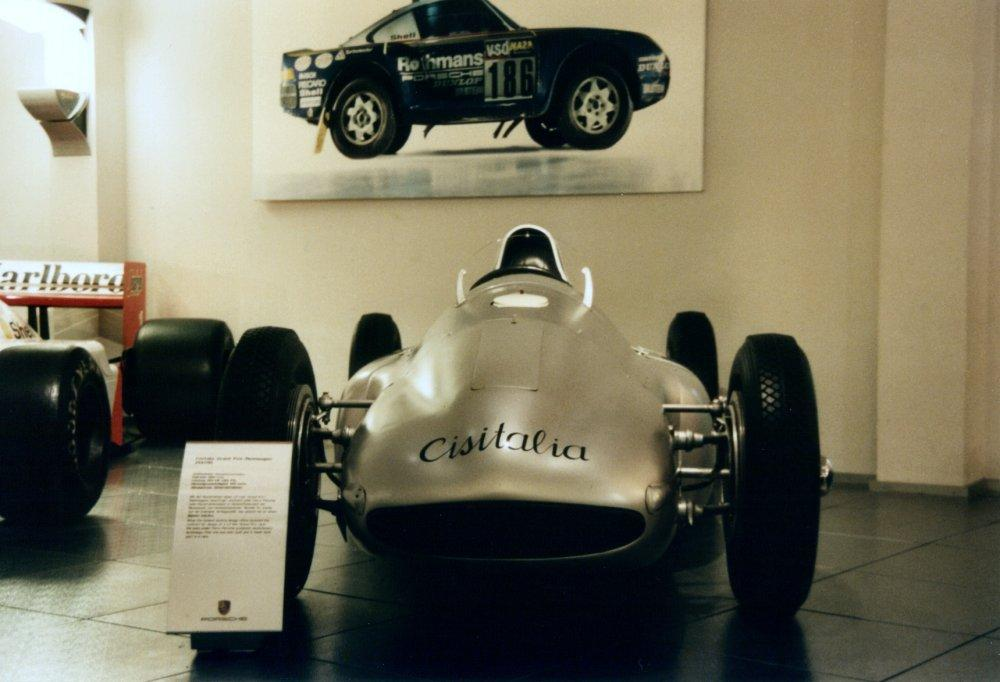
La "360" al museo Porsche di Stoccarda

Importante il sodalizio tecnico ed umano instauratosi, nel 1947, con Ferry Porsche, dopo che Piero Dusio si era prodigato, anche versando buona parte del riscatto di un milione di Franchi, richiesto per la liberazione del padre Ferdinand Porsche e del cognato Anton Piëch, detenuti in Francia quali criminali di guerra. Al fine di sdebitarsi, Ferry Porsche progettò per Dusio una vettura al vertice delle auto da Gran Premio che fosse in grado di mettere in discussione lo strapotere dell'Alfa Romeo 158. La vettura studiata da Porsche, fu realizzata nel reparto corse Cisitalia da una squadra di valenti tecnici del settore, tra i quali Rudolf Hruska, braccio destro di Porsche, Giovanni Savonuzzi e Carlo Abarth. Battezzata 360, è una monoposto con un motore 12 cilindri boxer sovralimentato di 1500 cm³, montato al posteriore, che sviluppa al banco oltre 500 CV; la trazione è integrale ed era ispirata (anche nelle linee) alle Auto Union da Gran Prix degli anni trenta, progettate dal padre.

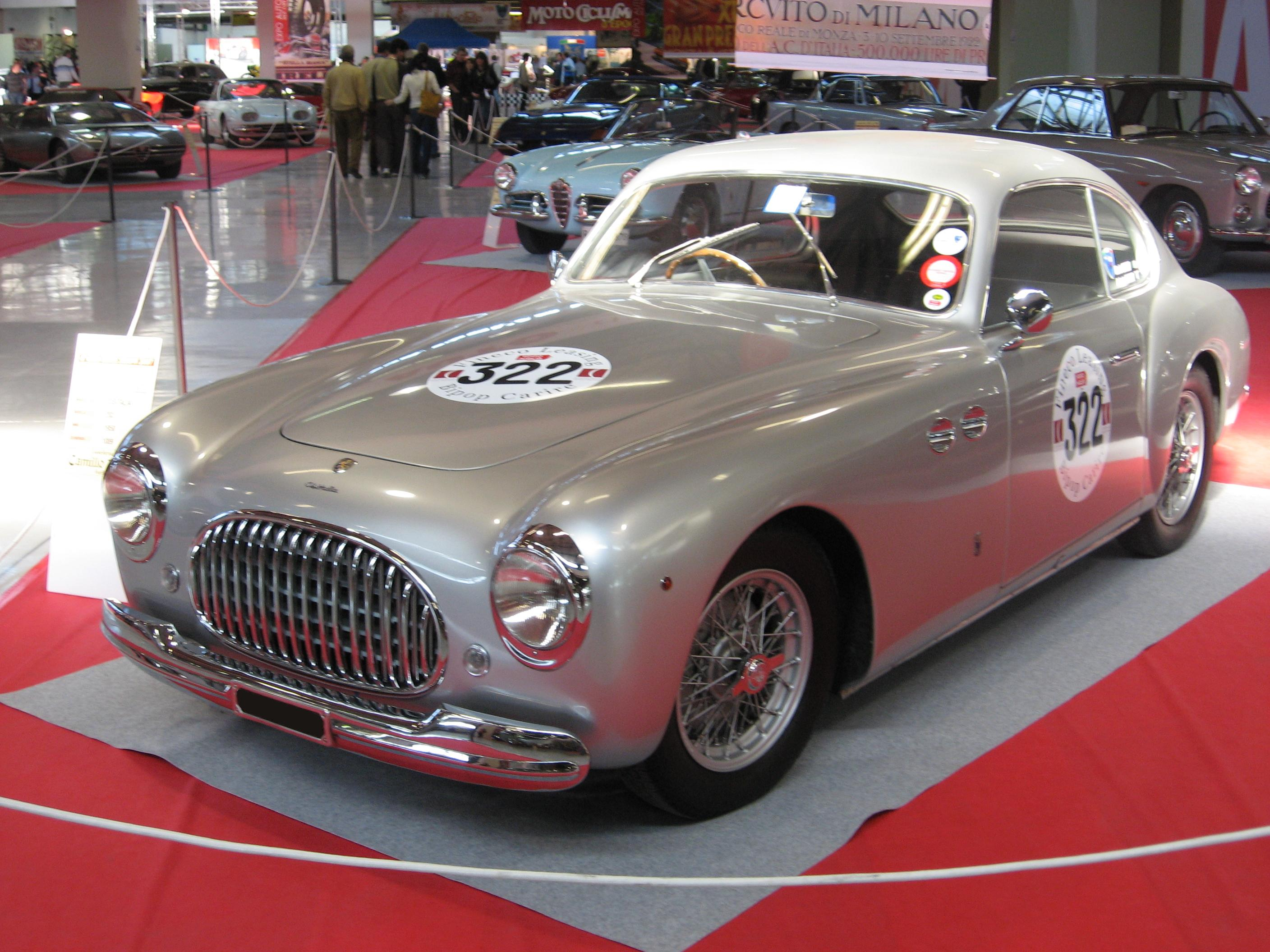
Una Cisitalia 202

Sfortunatamente proprio a causa del forte riscatto pagato e dei rilevanti costi di realizzazione dei prototipi, la Cisitalia entrò in una grave crisi finanziaria, acuita dalla frenata delle vendite della 202. Al 31 gennaio 1949 il bilancio della Cisitalia offriva un attivo di Lire 1.060.745.440, a fronte di un passivo pari a Lire 1.136.004.805. Fu così che nel 1949 la Cisitalia chiese l'amministrazione controllata, concessa il 28 febbraio 1949 e fu aperta la procedura per il concordato preventivo, l'anno seguente. Dusio riuscì però a scorporare i progetti della "360" dal resto dell'impresa, trasferendosi in Argentina. Nacque così la Società d'Esercizio Cisitalia, controllata dai creditori, ma della quale Dusio restava azionista. Sotto la nuova gestione continuò la produzione della 202, a cui il destino, però, aveva già voltato le spalle. Non così fece Ferry Porsche che rimase sempre grato a Dusio per la sua generosità: nel 1953 egli aggiunse alla denominazione del nuovo modello 550 il termine "Spyder", in onore a Dusio che per primo l'aveva utilizzato per la sua "Cisitalia 202 Spyder Mille Miglia". L'ultima occasione per un rilancio avvenne nel 1952, quando grazie a un accordo con una casa produttrice di motori marini, la B.P.M., quest'ultima fornì un motore di 2,8 litri. Montato su una "202", partecipò alla Mille Miglia di quell'anno, con al volante Piero Dusio in coppia col figlio, ottenendo buoni risultati, prima di ritirarsi per la rottura della frizione.
Nel 1953 Piero Dusio si ritirò definitivamente dall'azienda da lui fondata, la cui attività proseguì con la denominazione Cisitalia Autocostruzioni, caparbiamente continuata dal figlio Carlo, che trasferì la produzione a Racconigi. L'attività aziendale si limitò alla trasformazione delle vetture di serie, come già facevano vari carrozzieri e preparatori dell'epoca. Nella prima metà degli anni sessanta, la continua escalation tecnologica della produzione automobilistica e il rarefarsi della domanda di mercato per le carrozzerie speciali, convinse Carlo Dusio ad abbandonare i propositi di rinascita. La chiusura dell'azienda, avvenuta nel 1963, fu accompagnata da un gesto simbolico, con il quale Carlo Dusio intese sottolineare l'amarezza per la decisione presa: si recò a Torino sulla sponda del Po, lanciando nelle acque l'albero motore della Cisitalia Grand Prix.

### Formula 1
La Cisitalia ebbe anche una brevissima quanto sfortunata esperienza in Formula 1, partecipando al Gran Premio d'Italia 1952. Piero Dusio, a bordo della D46, non fu però in grado di qualificarsi per la gara, e la scuderia decise di ritirarsi dalla competizione.
| Anno | Vettura       | Motore     | Gomme | Piloti |  |  |  |  |  |  |  |    | Punti | Pos. |
| ---- | ------------- | ---------- | ----- | ------ |  |  |  |  |  |  |  | -- | ----- | ---- |
| 1952 | Cisitalia D46 | BPM 2.0 L4 | P     | Dusio  |  |  |  |  |  |  |  | NQ | -     |      |

| Legenda | 1º posto     | 2º posto | 3º posto    | A punti         | Senza punti/Non class.  | Grassetto – Pole position Corsivo – Giro più veloce |
| Legenda | Squalificato | Ritirato | Non partito | Non qualificato | Solo prove/Terzo pilota | Grassetto – Pole position Corsivo – Giro più veloce |